# 思秋期から…男と女
『思秋期から…男と女』（ししゅうきから おとことおんな）は、岩崎宏美の5枚目のオリジナル・アルバム。1977年10月5日発売。発売元は、ビクター音楽産業（現：JVCケンウッド・ビクターエンタテインメント）。規格品番SJX-20017。

## 背景
大ヒットシングル「思秋期」を含む全12曲を収録。シングル曲の作詞にはデビュー曲「二重唱（デュエット）」から「シンデレラ・ハネムーン」まで、B面を含め全て阿久悠が起用されていたが、アルバム全曲の作詞をしたのはこの作品が初めてであり、唯一である。作曲は、直近3枚のシングルの作家である大野克夫、川口真、三木たかしがそれぞれ4曲ずつ担当している。
A面2曲目に収録されている「ランボルギーニが消えて」のイントロおよびコーダにスポーツカーのエンジン音が入っているが、この音はランボルギーニのものではなくポルシェから録ったもので、ファンから音が違うと指摘があったという。
1991年に、次作『二十才前…』とのカップリングで初CD-DA化（2作品を1枚に収録）されたが、収録時間の関係上、前述の「ランボルギーニが消えて」が除かれた。1994年に単独でCD化され、同時に「ランボルギーニが消えて」も初CD化された。また、2007年に紙ジャケットで復刻された際には、アルバム未収録であった「思秋期」のB面曲「折れた口紅（ルージュ）」がボーナス・トラックとして収録された。

## 収録曲

### オリジナル盤
- 全作詞：阿久悠

Side-A
1. 思秋期
作曲・編曲：三木たかし
  - 11枚目のシングルA面曲。
2. ランボルギーニが消えて
作曲・編曲：三木たかし
3. 男と女
作曲・編曲：三木たかし
4. 恋夏期
作曲・編曲：三木たかし
5. 個人指導
作曲・編曲：川口真
6. 煙草の匂いがする
作曲：川口真　編曲：船山基紀

Side-B
1. メランコリー・ジュース
作曲：川口真　編曲：船山基紀
2. 幸福号出帆
作曲・編曲：川口真
3. チェイス
作曲：大野克夫　編曲：船山基紀
4. ピアノ弾きが泣かせた
作曲：大野克夫　編曲：萩田光雄
5. ウェルカム・ホテル
作曲：大野克夫　編曲：萩田光雄
6. BOO BOO
作曲：大野克夫　編曲：船山基紀

### CD（1991年盤）
定盤コレクション 2 in One「思秋期から…男と女 + 二十才前…」
- M-12〜23の作家名は項目『二十才前…』を参照のこと。

1. 思秋期
2. 男と女
3. 恋夏期
4. 個人指導
5. 煙草の匂いがする
6. メランコリー・ジュース
7. 幸福号出帆
8. チェイス
9. ピアノ弾きが泣かせた
10. ウェルカム・ホテル
11. BOO BOO
12. 二十才前
13. クェッション・マーク
14. 熱帯魚
15. 夏のたまり場
16. ニッカ・ボッカ
17. ザ・マン
18. 何かが起こりそうな朝
19. 季節のかほり
20. つめたい抱擁
21. ヴェニスの花嫁
22. 暁
23. 今様つづり

### CD（2007年盤）
1. 思秋期
2. ランボルギーニが消えて
3. 男と女
4. 恋夏期
5. 個人指導
6. 煙草の匂いがする
7. メランコリー・ジュース
8. 幸福号出帆
9. チェイス
10. ピアノ弾きが泣かせた
11. ウェルカム・ホテル
12. BOO BOO

#### ボーナス・トラック
1. 折れた口紅（ルージュ）（ボーナス・トラック）
作詞：阿久悠、作曲・編曲：三木たかし
  - 11枚目のシングル「思秋期」のB面曲。